# فيلي نيمينن
فيلي نيمينن (بالفنلندية: Ville Nieminen)‏ هو مدرب هوكي جليد فنلندي، ولد في 6 أبريل 1977 في تامبيري في فنلندا.

## وصلات خارجية
- فيلي نيمينن على موقع دوري الهوكي الوطني (الإنجليزية)
- فيلي نيمينن على موقع قاعة مشاهير الهوكي (لاعب أن.إتش.أل) (الإنجليزية)
- فيلي نيمينن على موقع دوري الهوكي للقارات (الإنجليزية)
- فيلي نيمينن على موقع EliteProspects.com (الإنجليزية)
- فيلي نيمينن على موقع Eurohockey.com (الإنجليزية)
- فيلي نيمينن على موقع HockeyDB.com (الإنجليزية)
- فيلي نيمينن على موقع Hockey-Reference.com (الإنجليزية)
- فيلي نيمينن على موقع أوليمبيديا (الإنجليزية)